# Чашкан (селище)
Чашка́н (рос. Чашкан) — селище у складі Соль-Ілецького міського округу Оренбурзької області, Росія.

## Населення
Населення — 633 особи (2010; 633 у 2002).
Національний склад (станом на 2002 рік):
- росіяни — 80 %